# 市橋直方
市橋 直方（いちはし なおかた）は、江戸時代中期の大名。近江国仁正寺藩4代藩主。仁正寺藩市橋家5代。官位は従五位下・壱岐守。

## 生涯
越後国新発田藩4代藩主・溝口重雄の次男として新発田にて誕生した。幼名は大助。通称は主計、兵部。宝永2年（1705年）4月21日、先代藩主・市橋信直の養嗣子となる。宝永3年4月28日、5代将軍・徳川綱吉に御目見する。享保5年（1720年）4月26日、信直の死去で跡を継いだ。同年12月18日、従五位下・壱岐守に叙任した。享保15年（1730年）3月28日、大番頭に就任した。享保18年（1733年）5月11日、辞職する。藩政においては仏教に対して信心深かったことから、領内の多くの廃寺を復興している。享保12年（1727年）頃から病に倒れて療養し始める。
元文元年（1736年）5月25日、養嗣子の直挙に家督を譲って隠居した。元文2年（1737年）11月13日、剃髪して享山と号した。寛延3年（1750年）9月11日、江戸で死去した。享年62。法号は恭安院殿元徳享山大居士。墓所は東京都港区高輪の東禅寺。

## 系譜
父母
- 溝口重雄（実父）
- 嶋氏 ー 側室（実母）
- 市橋信直（養父）

正室
- 稲垣重定の娘

側室
- 和田氏
- 松沢氏

子女
- 市橋直好[注釈 1]（三男）
- 松平康孝（五男）
- 市橋直記[注釈 2]（六男）
- 市橋直挙正室

養子
- 市橋直挙 ー 立花種盈（立花種明の次男）の長男